# Кайракти (Росія)
Кайракти́ (рос. Кайракты) — селище у складі Акбулацького району Оренбурзької області, Росія.

## Населення
Населення — 699 осіб (2010; 833 у 2002).
Національний склад (станом на 2002 рік):
- росіяни — 45 %
- казахи — 29 %